# ジェイ・リザーランド
ジェイ・ユタカ・リザーランド（Jay Yutaka Litherland、1995年8月24日 - ）は、アメリカ合衆国の競泳選手。専門は個人メドレー。ジョージア大学3年在学中。兄のケビン、ミックも競泳選手であり、世界的にも珍しい三つ子の競泳選手である。

## 人物
1995年8月24日、日本の兵庫県・尼崎市出身。父親はニュージーランド人、母親は日本人であり、三つ子の末っ子である。尼崎には母の実家が在り、3歳まで在住していた。父の仕事の都合によりアメリカ合衆国へ渡り、カリフォルニア州へ移住する。そのカリフォルニアの家がプール付き住宅だったため、プールが好きになり、それで水泳を始めたという。また母方の祖父は、ジェイの気管支が弱かったことから「体を強くするために水泳を勧めた」と語っている。
長じて、ジョンズクリーク (ジョージア州)のチャタフーチ・ハイスクール、ジョージア大学と進学。
2015年夏季ユニバーシアード（大韓民国・光州市）では400m個人メドレーでアメリカ合衆国選手として初めて金メダルを獲得した。
2016年6月26日、オマハ（アメリカ合衆国／ネブラスカ州）での2016年アメリカ合衆国スイミングオリンピックトライアルズに出場し、男子400m個人メドレーでチェイス・カリッシュに次いで2位に入線し、3位入線のライアン・ロクテを追い落とす形で400m個人メドレーリオデジャネイロオリンピックアメリカ合衆国代表に選出された。
2016年リオデジャネイロオリンピックでは400m個人メドレーに出場し、決勝レースで4分11秒68のタイムで泳ぎ、5位入賞となった。
2020年東京オリンピックでも400m個人メドレーに出場、決勝は米国のチェイス・カリッシュに続いて、出身国で銀メダルを獲得した。